# Anders Ojgaard
Anders Ojgaard (født september 1970 i Hørsholm) er en dansk arkitekt, medieudgiver og entreprenør.

## Baggrund
Anders Ojgaard er søn af ingeniør Kurt Ojgaard og lærerinde Mette Vibeke Michaelsen.
Han er uddannet arkitekt fra Kunstakademiets Arkitektskole og cand.comm. fra Roskilde Universitet.

## Karriere
Ojgaard var i en periode selvstænding konsulent og redaktør for bytidsskriftet Hovedstaden, udgivet af Forskønnelsen, før han i 2004 startede den virksomhed, der året efter påbegyndte udgivelsen af Magasinet KBH.
Magasinet om kultur, arkitektur og bydesign i København udkom på tryk 2005-10 og vandt adskillige priser, inden det blev til en rent digital udgivelse i 2011.
Ojgaard overlod herefter det meste af den daglige ledelse til redaktør Noe Habermann og startede bureauet Manifesta der udviklede teknologi- og kommunikationsløsninger for virksomheder som Realdania og Mærsk.
I 2014 forlod Anders Ojgaard Manifesta for sammen med britiske Mary Tungay at starte internet-virksomheden waremakers.com. I 2019 blev waremakers.com opkøbt.
I firmaet UBLA arbejder Ojgaard med mellemrum som arkitekt — i den kapacitet vandt han blandt andet i 2015 Københavns Kommunes idékonkurrence for Papirøen. Han har også deltaget i forskellige advisory boards, f.eks. for udviklingen af Nordhavn, og holdt foredrag om kognitiv kommunikation på Københavns Universitet.
I 2019 startede Anders Ojgaard virksomheden Civitize der udvikler en tech-applikation til bydesign og indhentning af brugerdata til 'sentiment analysis' i forbindelse med arkitektur og byudvikling.
Anders Ojgaard var i 2008, og igen i 2011, nomineret til prisen Årets Arne (opkaldt efter Arne Jacobsen).

## Som debattør
Som debattør har Anders Ojgaard markeret sig med holdninger til byudviklingen af København, blandt andet med kritik af byggeriet Blox på Københavns Havn, af bilisme i bykernen og af rigide masterplaner i nyudviklede bydele. Han er fortaler for brug af teknologi til design og drift af byer og udbredt begrønning af byrum.